# Blievenstorf
Blievenstorf ist eine Gemeinde im Landkreis Ludwigslust-Parchim in Mecklenburg-Vorpommern (Deutschland). Sie wird vom Amt Neustadt-Glewe mit Sitz in der Stadt Neustadt-Glewe verwaltet.

## Geografie
Der Ort am Südrand der Lewitz liegt im Südwesten Mecklenburg-Vorpommerns etwa 35 Kilometer südöstlich von Schwerin. Nahe gelegene Städte sind Neustadt-Glewe (sechs Kilometer) und Parchim (14 Kilometer entfernt).
Umgeben wird Blievenstorf von den Nachbargemeinden Brenz im Norden, Spornitz im Nordosten, Stolpe im Osten, Muchow im Süden, Groß Laasch im Südwesten sowie Neustadt-Glewe im Westen.

## Geschichte
Die erste urkundliche Erwähnung stammt aus dem Jahr 1300. Auch vor dieser Zeit ist die Gemarkung besiedelt gewesen. Keramikfunde von Urnen und Gebrauchsgegenständen beweisen dies.
Am 3. Mai 1945 hat die deutsche Seite ein durch nichts zu begründendes Gefecht in Blievenstorf geliefert. Am letzten Kriegstag sind hier zwischen 12.00 und 15.00 Uhr neunzehn deutsche und acht sowjetische Soldaten gefallen sowie drei Zivilistinnen getötet worden. 38 Wohn- und Wirtschaftsgebäude wurden zerstört. Zweimal waren beherzte Blievenstorfer Einwohner unter Androhung der Erschießung durch hohe SS-Offiziere am Hissen der weißen Flagge auf ihrem Kirchturm gehindert worden.

## Politik

### Gemeindevertretung und Bürgermeister
Der Gemeinderat besteht (inkl. Bürgermeister) aus 7 Mitgliedern. Die Wahl zum Gemeinderat am 26. Mai 2019 hatte folgende Ergebnisse:
| Partei/Bewerber                         | Prozent | Sitze |
| --------------------------------------- | ------- | ----- |
| Wählergruppe Wir für Blievenstorf       | 77,38   | 6     |
| Wählergruppe Gemeinsam für Blievenstorf | 11,65   | 1     |

Bürgermeister der Gemeinde ist Andreas Mattern, er wurde mit 90,70 % der Stimmen gewählt.

### Dienstsiegel
Die Gemeinde verfügt über kein amtlich genehmigtes Hoheitszeichen, weder Wappen noch Flagge. Als Dienstsiegel wird das kleine Landessiegel mit dem Wappenbild des Landesteils Mecklenburg geführt. Es zeigt einen hersehenden Stierkopf mit abgerissenem Halsfell und Krone und der Umschrift „• GEMEINDE BLIEVENSTORF • LANDKREIS LUDWIGSLUST-PARCHIM“.

## Sehenswürdigkeiten
- Neugotische Dorfkirche aus Backstein von 1892 nach Plänen von Gotthilf Ludwig Möckel.
- Gedenkstein von 1976 auf dem Dorfplatz an die Opfer des Todesmarsches vom April 1945, bei denen es sich aber nicht – wie auf der Tafel angegeben – um männliche Häftlinge des KZ Sachsenhausen handelte, sondern um 60 Frauen, die aus einem KZ-Außenlager des KZ Ravensbrück  von der SS in Richtung Wöbbelin getrieben wurden.

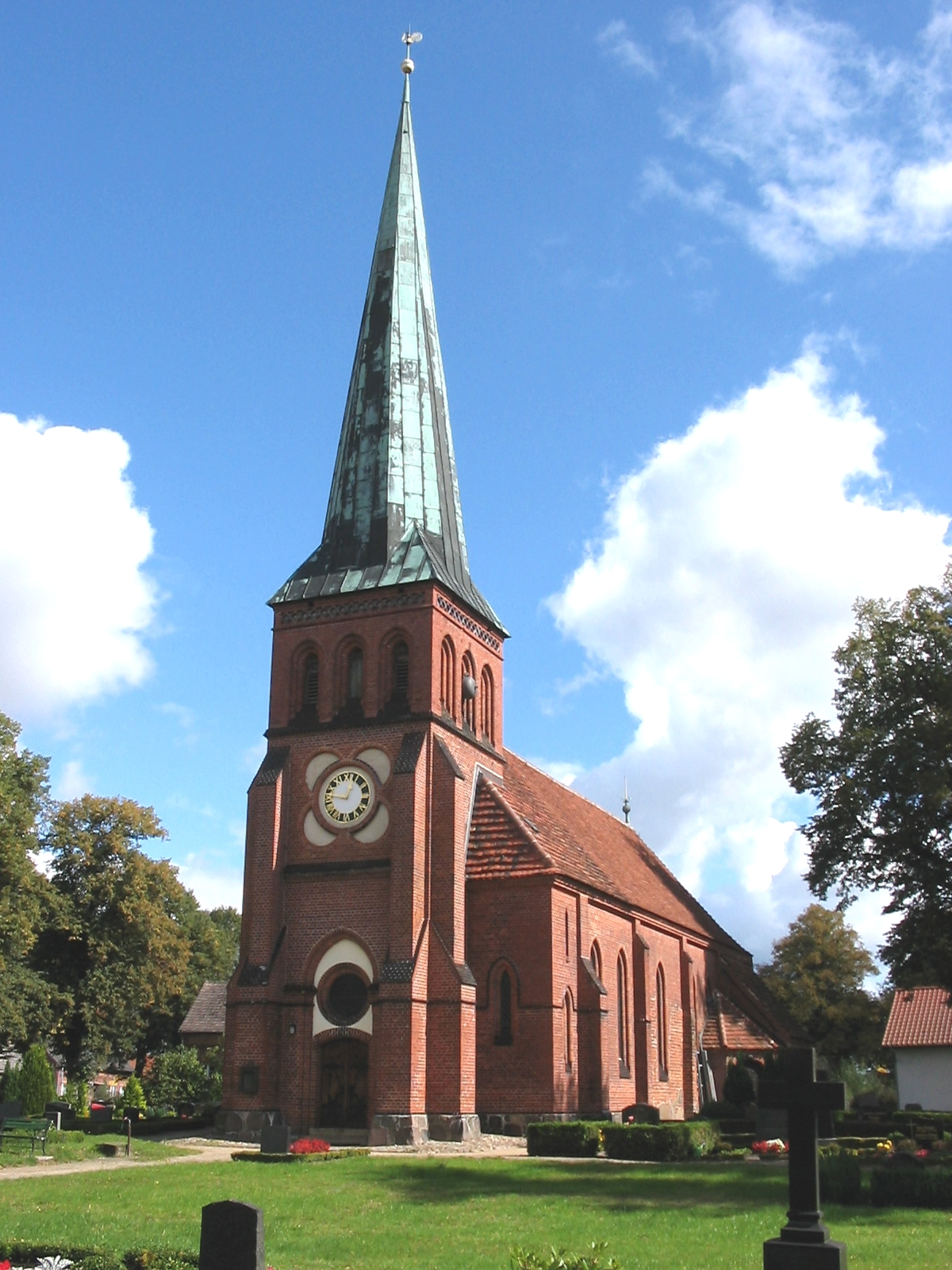
Dorfkirche
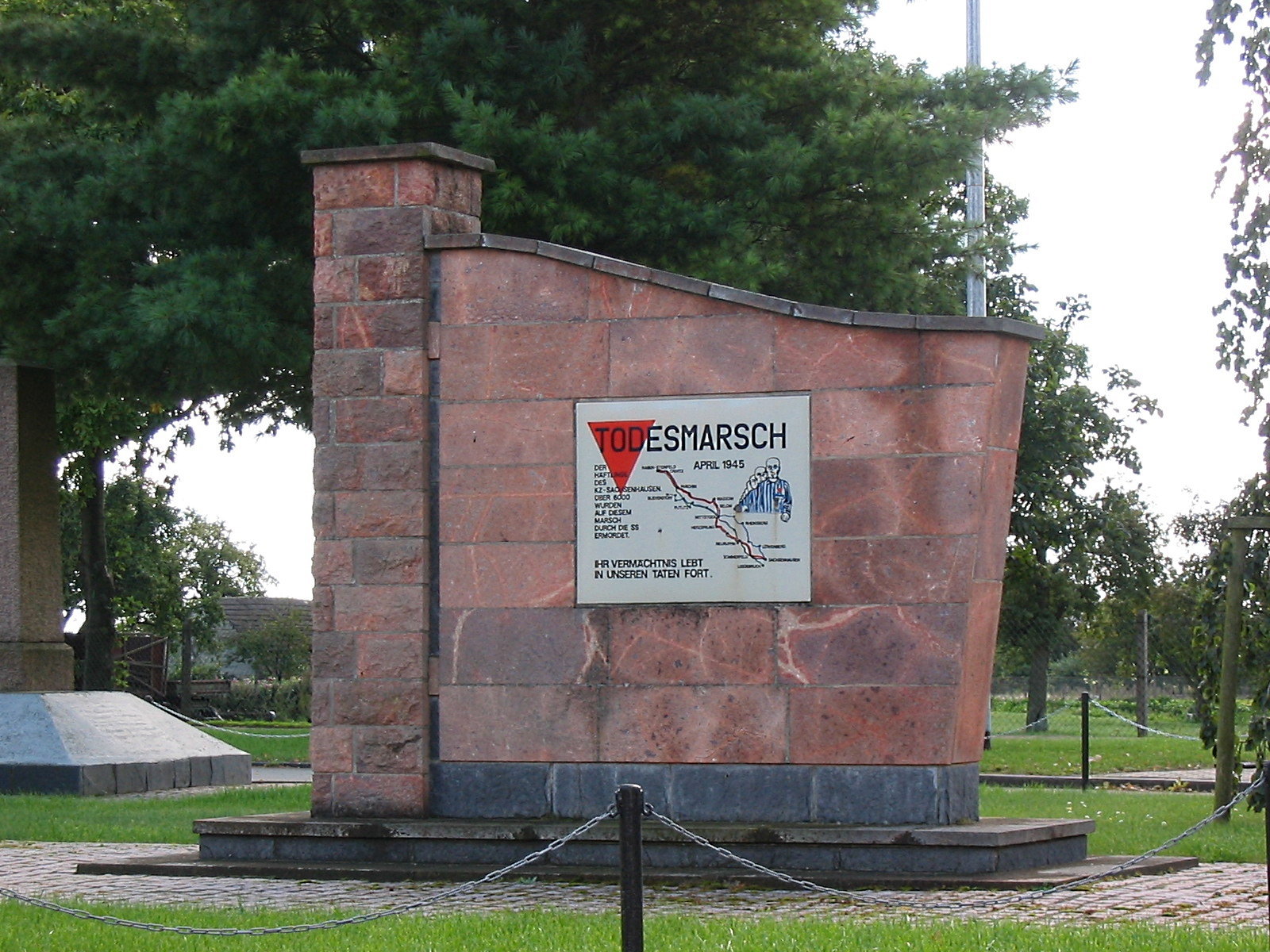
Todesmarsch-Denkmal

## Wirtschaft und Infrastruktur

### Ansässige Unternehmen
- NordGut, Käsewerk Hoffmann GmbH & Co. KG (Schmelzkäseherstellung)

### Verkehr
Die Bundesstraße 191 ist etwa drei Kilometer von Blievenstorf entfernt. Die Bundesautobahn 24 führt direkt am Ort vorbei, besitzt in Höhe Blievenstorf einen Parkplatz und wird über die Anschlussstelle Neustadt-Glewe in vier Kilometern erreicht. Über eine Busverbindung ist Blievenstorf an Neustadt-Glewe angebunden.

### Sonstiges
Seit 2015 entsteht in Blievenstorf das OpenEcoLab des deutschen Ablegers von Open Source Ecology, das als Werkstatt und Testgelände für Open-Source-Hardware dienen soll. Ein Pachtvertrag wurde 2018 unterzeichnet.